# مری برندی‌باک
مریادوک برندی‌باک (به انگلیسی: Meriadoc Brandybuck) شخصیتی خیالی در رشته افسانهٔ تالکین است، که در کتاب ارباب حلقه‌ها ظاهر می‌شود. او یکی از هابیتها در گروه یاران حلقه بود. او در حین سفر تجارب زیادی کسب کرد و به یکی از سواران روهان بدل شد. مری از نسل برندی‌باک‌ها بود و وارث برحق برندی‌هال.

## پیشینه
مری یکی از سه هابیتی بود که به گروه تبانی‌کنندگان معروف شدند (مری، پی‌پین و سام) و قسم خورده بودند که از فرودو و حلقه حفاظت کنند. آن‌ها خود را قبل از ترک شایر لو دادند و مری کسی بود که فرودو را قانع کرد آن‌ها نیز همراهش از شایر خارج شوند. در طی سفرشان به بری، مری نشان داد که از سه هابیت دیگر اطلاعات بیشتری نسبت به جنگل قدیمی دارد و همراه آن‌ها با بید پیر، گورپشته‌ها و تام بامبادیل برخورد کرد.
در بری او با سواران سیاه روبرو شد و شجاعانه آن‌ها را تعقیب کرد تا اهداف آن‌ها را کشف کند و تا پای مرگ پیش رفت. در سفرشان به سمت ریوندل و همراهی با آراگورن که خود را استرایدر می‌نامید او به همه‌چیز نگاهی عمیق‌تر داشت و بعد از زخمی شدن فرودو، مری کسی بود که سردستگی هابیت‌ها را بر عهده داشت.
در ریوندل او و پی‌پین تصمیم گرفتد که از دیگران عقب نمانند و در ماموریت حلقه شرکت کنند پس آن‌ها را به عنوان عضو هشتم و نهم یاران حلقه انتخاب کردند.
در دروازهٔ موریا، گندالف از او تعریف کرد و از بین همه حق را در مورد معمای دروازه به او داد. وقتی آن‌ها به لوتلورین رسیدند به او نیز همچون فرودو، سام و پی‌پین اجازه داده شد که در خانهٔ درختی به همراه چندی از محافظان الف بخوابند. او نیز به همراه بقیه گروه، با چشم بسته به سمت لورین حرکت کرند و این مشقت را برای همراهی با گیملی که به خاطر دورف بودنش اجازهٔ دیدن مسیر لورین را نداشت انجام دادند.
بعد از جدایی یاران حلقه مری و پی‌پین تلاش کردند که توجه ارکها را از فرودو به خود جلب کنند تا فرودو بتواند فرار کند ولی توسط اورک‌ها محاصره شدند. اگرچه بورومیر به کمک آن‌ها آمد ولی تعداد یوروک-هی‌ها بسیار زیاد بود و بورومیر توسط رهبر آن‌ها، یوگلاک، کشته شد. مری و پی‌پین به دست اورک‌ها اسیر شدند و به کلی از بقیه گروه جدا ماندند. مری، پی‌پین را در تطمیع گریشناخ برای بدست آوردن حلقهٔ یگانه کمک کرد. در طی حملهٔ ائومر به اورک‌ها، آن‌دو به سمت جنگل فنگورن فرار کردند و در آن‌جا پناه گرفتند. در فنگورن بود که آن‌ها با چوب‌ریش آشنا شدند و بعد از سالیان سال آن‌ها اولین میرایانی بودند که چشمشان به انتها می‌افتاد. آن‌ها در کنگرهٔ انت‌ها شرکت کردند و باعث تحریک انت‌ها و خرابی آیزنگارد شدند.
وقتی که پی‌پین به همراه گندالف به سمت میناس‌تریت حرکت کرد، مری همراه با آراگورن و روهریم‌ها ماند و دوستی‌اش با تئودن شاه افزایش یافت. به خاطر عشق او به تئودن، مری به شاه پیشنهاد داد که به خدمت او درآید و شاه نیز به گرمی آن را پذیرفت. 
مری از همراهی با سواران روهان (به سوی میناس‌تریت) مستقیماً ولی با احترام (توسط تئودن شاه) نهی شد چرا که اسب‌های روهان بزرگتر از آن بودند که هابیت بتواند آن‌ها را برای مدت زیاد و با سرعت براند. مری ناامید بود تا اینکه سواری جوان به نام درن‌هلم به او پیشنهاد داد که بر پشت اسب او و با هم برانند. در طی سفر به میناس‌تریت و دشت‌های پله‌نور، مری چیزهایی از روهریم‌ها و الف‌هلم کشف کرد.
در حین حملهٔ سواران روهان به اورک‌ها او بی‌مصرف در پشت درن‌هلم پناه گرفته بود و حال خوشایندی نداشت. اگرچه درن‌هلم ایستادگی می‌کرد ولی ویندفولا بعد از حملهٔ ویچ‌کینگ آن‌دو را به زمین انداخت. به خاطر تأثیر وحشت نزگول، مری به کناری افتاده بود و گوش‌های خود را گرفته بود و از گوشهٔ چشم درن‌هلم (که حالا با برداشتن کلاه‌خودش معلوم شد که ائووین است) را می‌دید که جلوی بدن تئودن شاه که توسط ویچ‌کینگ تا حد مرگ زخمی شده بود ایساده و از بدن او دفاع می‌کند. برای حمایت از ائووین، مری برخاست و با شمشیری که از بلندی‌های گورپشته همراهش بود به ویچ‌کینگ حمله کرد و شمشیر را در ماهیچه‌ٔ پشت ساق پای او فرو کرد. با این کار جادوی محافظ او شکسته شد و ائووین شمشیر خود را در سر ویچ‌کینگ فرو کرد و او را کشت.
مری همچون ائووین توسط تأثیر جادوی سیاه نزگول در حال مرگ بودند که با قدرت آراگورن در شفاخانه‌ها، شفا یافت. او به خاطر وضعیتش نتوانست که در نبرد مورانون شرکت کند ولی بعدها در خاک‌سپاری تئودن شاه شرکت کرد. در هنگام بازگشت به شایر ائومر و ائووین شاخی ویژه و استثنایی به او هدیه دادند.
در برگشت به شایر او و پی‌پین رهبران اصلی مردم در شورش علیه شارکی و بافینها بودند. بعد از آن او به نام مریادوک بزرگ نامیده می‌شد و ارباب باک‌لند شد. او تا زمان پیری زندگی کرد و بعد از مرگ همسرش به درخواست شاه ائومر (که ۱۰۲ ساله بود) به روهان سفر کرد و بعد از مرگ ائومر همراه دوست قدیمی‌اش پی‌پین به گاندور رفت و چند سال بعد هر دو در همانجا مردند و در رات‌دینن دفنشان کردند. گفته می‌شود که قبر آن‌ها در کنار قبر شاه اله‌سار است.

## شخصیت
او دوست خوبی برای فرودو، که بعدها حامل حلقه شد، بود و رابطهٔ خانوادگی دوری نیز با او داشت. او یکی از معدود کسانی بود که بیلبو را هنگام استفاده از حلقه دیده بود. او یکی از کسانی بود که کتاب بیلبو (آنجا و بازگشتی دوباره) را حداقل قسمتی از آن را خوانده بود و از وجود حلقه خبر داشت.
می‌توان به راحتی پی برد که او هابیتی زیرک بود. بر اساس کتاب ارباب حلقه‌ها او هابیتی وفادار، اهل عمل، کاردان بود و به خوبی می‌توانست با تغییر ناگهانی شرایط وقف شود. آراگورن به او لقب قوی دل را داد. و به وضوح فرودو به او اعتماد بیشتری داشت که او را با فتی بوگلر به کریک‌هالو فرستاد تا شرایط را برای اسکان او در خانهٔ جدیدش فراهم کنند.

## الهام
مریادوک نام رهبر اسطوره‌ای سربازان ولش بود که در قرن چهارم آرموریکا را بنا نهادند و سلسلهٔ روهان را ایجاد کردند.